# Dévényi Zoltán (sportújságíró)
Dévényi Zoltán (Békéscsaba, 1971. július 9. –) magyar sportújságíró, futballszakíró,
futballtörténész.

## Életútja
1971. július 9-én született Békéscsabán. A budapesti Szerb Antal Gimnáziumban tanult, majd 1990–1991-ben a Komlósi Oktatási Stúdió első évfolyamának hallgatójaként (Hajdú B. István és Faragó Richard mellett) szerzett újságírói ismereteket. 1992-ben felvételt nyer a Magyar Távirati Iroda (MTI) sportszerkesztőségébe. Még ugyanabban az évben életre hívta az NBA Fan Clubot, Magyarországon az első,
amerikai profi sportligával foglalkozó szurkolói csoportot. Az észak-amerikai profi
kosárlabdaligáról több lapban jelentek meg írásai. 1993-ban megalapította a Focivilág című lapot, valamint az Infosport Kiadót. 1996-ig a kiadó vezetőjeként és szerkesztőként dolgozott, 1997 és 2006 között a lap főszerkesztője volt. A Focivilág, amely egyedülálló és újszerű tartalmával egy korszak ikonikus futballmagazinjának számított 14 évfolyamon keresztül szolgálta olvasóit, a lap utolsó, 552. száma 2006. november 8-án jelent meg.
1992 és 1998 között a Nyugati Hírlap, a Blikk, a Sportissimo, a TeleSportLap és a MegaSport
külsős munkatársa, labdarúgásról és kosárlabdáról publikált. 1994-ben jelent meg első könyve, a Topligák 1994/95 című kiadvány. A Focivilág szerkesztősége által készített statisztikai kiadvány az angol, a francia, a német, az olasz és a spanyol labdarúgó-bajnokság eredményeit, csapatait mutatta be, Magyarországon korábban sohasem látott részletességgel. Később állandó társszerzőjével, Harmos Zoltánnal további több mint 20 futballtárgyú könyv fűződött a nevéhez. Munkáik közül kiemelkedő a több éven keresztül jelentkező Futballévkönyv-sorozat, valamint az Aréna 2000 Kiadó gondozásában megjelent Ronaldinho, Real Madrid, FC Barcelona című könyvek, amelyekből – a nagy sikerre való tekintettel – második kiadás is megjelent.
1997 és 2000 között a Napi Magyarország, majd a Magyar Nemzet munkatársa volt. Három
Bajnokok Ligája-döntőről és a 2000-es Európa-bajnokságról tudósította a lap olvasóit.
2000-ben a Futballcsillagok című lap alapítója, majd 2000–2001-ben a magazin kiadójának vezetője.
2001-ben a Focivilág szerkesztőségének vezetőjeként megállapodást kötött az Origóval, munkatársaival 12 éven keresztül az egyik legnagyobb külsős tartalomszolgáltatója volt a piacvezető portálnak. A 2013-ig tartó együttműködés során több mint 10 000 anyagot publikáltak, valamennyi labdarúgó világ- és Európa-bajnokságra külön mikrosite-ot készítettek.
2007-ben megalapította a Global Soccert, amelynek 2016-ig tulajdonosa volt, az indulás óta
az alkotóműhely főszerkesztője.
2009 és 2012 között a dzsudzsak.hu, Dzsudzsák Balázs hivatalos weboldalának szerkesztője.
2012 és 2018 között az evopro Innovation fejlesztésében, a Microsoft partnerségével megjelent, Global Soccer angol–magyar nyelvű futballalkalmazás megtervezője, szerkesztője. Az applikáció a Windows platformon az elsők között jelent meg a világon.
2014 és 2015 között a Drize Kiadó gondozásában megjelent Futballsztárok című havilap főszerkesztője.
2017-ben a Leshatár című digitális magazin alapítója, szerkesztője.
2019 óta az egyik legolvasottabb magyar YouTube-futballcsatorna, a Tiki-Taka Tv állandó munkatársa, több mint 500 videótartalom szerzője.
2021 óta a Büntető internetes sportportál szerkesztőségének tagja, a lap olvasószerkesztője.

## Könyvei
- Topligák 1994/95; Infosport, Bp. 1995
- Focivilág 1996. augusztus, Infosport, Bp. 1996
- Focivilág 1996. szeptember, Infosport, Bp. 1996
- Topligák 1996/97, Infosport, Bp. 1997
- Futballévkönyv 2002 (második kötet, nemzetközi rész), Aréna 2000, Bp. 2003
- Topligák 2002–2003, Infosport, Bp. 2003
- Futballévkönyv 2003 (második kötet, nemzetközi rész), Aréna 2000, Bp. 2004
- Dévényi Zoltán–Harmos Zoltán: Ronaldinho; Aréna 2000, Bp. 2004
- Euro 2004 (munkatárs), Aréna 2000, Bp. 2004
- Futballévkönyv 2004 (nemzetközi rész), Aréna 2000, Bp. 2005
- Dévényi Zoltán–Harmos Zoltán: FC Barcelona; Aréna 2000, Bp. 2005
- FC Porto (munkatárs), Aréna 2000, Bp. 2005
- Dévényi Zoltán–Harmos Zoltán: Real Madrid; Aréna 2000, Bp. 2005
- Futballévkönyv 2005 (nemzetközi rész), Aréna 2000, Bp. 2006
- Dévényi Zoltán–Harmos Zoltán: Arsenal; Aréna 2000, Bp. 2006
- Dévényi Zoltán–Harmos Zoltán: Manchester United; Aréna 2000, Bp. 2006
- Pelé (munkatárs), Aréna 2000, Bp. 2006
- Dévényi Zoltán–Harmos Zoltán: Maradona; Aréna 2000, Bp. 2006
- Futballévkönyv 2006 (nemzetközi rész), Aréna 2000, Bp. 2007
- Az UEFA Bajnokok Ligája nagykönyve (munkatárs), Aréna 2000, Bp. 2007
- Global Soccer February 2007; Global Soccer, Bp. 2007
- Global Soccer March 2007; Global Soccer, Bp. 2007
- Futballévkönyv 2007 (nemzetközi rész), Aréna 2000, Bp. 2007
- Dévényi Zoltán–Harmos Zoltán: FC Barcelona (második kiadás); Aréna 2000, Bp. 2007
- Dévényi Zoltán–Harmos Zoltán: Ronaldinho (második kiadás); Aréna 2000, Bp. 2007
- Dévényi Zoltán–Harmos Zoltán: Real Madrid (második kiadás); Aréna 2000, Bp. 2007